# Born Free
Born Free – ósmy album studyjny amerykańskiego wokalisty i muzyka Kid Rocka. Wydawnictwo ukazało się 15 listopada 2010 roku nakładem wytwórni muzycznej Atlantic Records.
Album dotarł do 5. miejsca listy Billboard 200 w Stanach Zjednoczonych. 10 maja 2011 roku płyta uzyskała w USA status platynowej sprzedając się w nakładzie miliona egzemplarzy.

## Lista utworów
Opracowano na podstawie materiału źródłowego.
| Nr  | Tytuł utworu                                    | Autorzy                                     | Długość |
| --- | ----------------------------------------------- | ------------------------------------------- | ------- |
| 1.  | „Born Free”                                     | M. Young, R.J. Ritchie                      | 5:14    |
| 2.  | „Slow My Roll”                                  | M. Young, R.J. Ritchie                      | 4:19    |
| 3.  | „Care” (featuring Martina McBride and T.I.)     | C. Harris, H. Boone, M. Young, R.J. Ritchie | 4:12    |
| 4.  | „Purple Sky”                                    | J. Boland, M. Young, R.J. Ritchie           | 4:06    |
| 5.  | „When It Rains”                                 | M. Young, R.J. Ritchie                      | 4:46    |
| 6.  | „God Bless Saturday”                            | M. Young, R.J. Ritchie                      | 3:35    |
| 7.  | „Collide” (featuring Sheryl Crow and Bob Seger) | M. Young, R.J. Ritchie                      | 4:49    |
| 8.  | „Flyin' High” (featuring Zac Brown)             | M. Young, R.J. Ritchie                      | 4:03    |
| 9.  | „Times Like These”                              | M. Young, R.J. Ritchie                      | 5:57    |
| 10. | „Rock On”                                       | A. Freed, K. Gattis, M. Young, R.J. Ritchie | 5:23    |
| 11. | „Rock Bottom Blues”                             | M. Young, R.J. Ritchie                      | 3:51    |
| 12. | „For the First Time (In a Long Time)”           | M. Young, R.J. Ritchie                      | 5:46    |
|     |                                                 |                                             | 56:01   |

## Twórcy
Opracowano na podstawie materiału źródłowego.
| - Kid Rock - wokal prowadzący, gitara - David Hidalgo, Smokey Hormel, Marlon Young - gitara, gitara akustyczna - Justin Meldal-Johnsen - gitara basowa - Chad Smith - perkusja - Blake Mills, Matt Sweeney - gitara - Matt Sweeney - banjo - Trace Adkins - wokal wspierający - Kim Wilson - harmonijka ustna - Lenny Castro - instrumenty perkusyjne - Benmont Tench - fortepian, organy - Roger Manning, Jr. - klawinet - Martina McBride - gościnnie wokal - T.I. - gościnnie wokal |  | - Zac Brown - gościnnie wokal - Sheryl Crow - gościnnie wokal - Bob Seger - gościnnie fortepian - Patrick Fong - kierownictwo artystyczne, design - Herschel Boone, Jessica Wagner-Cowan, Stacey Michelle - wokal wspierający - Lindsay Chase - koordynacja produkcji - Dan Monti - edycja cyforwa - Vlado Meller, Mark Santangelo - mastering - Greg Fidelman - miksowanie, realizacja nagrań - Clay Patrick McBride - zdjęcia - Rick Rubin - produkcja muzyczna - Al Sutton, Phillip Broussard Jr., Sara Lyn Killion - realizacja nagrań |

## Listy sprzedaży
| Lista                           | Kraj              | Pozycja | Status          |
| ------------------------------- | ----------------- | ------- | --------------- |
| Billboard 200                   | Stany Zjednoczone | 5       | platynowa płyta |
| Billboard Digital Albums        | Stany Zjednoczone | 5       | platynowa płyta |
| Media Control Charts            | Niemcy            | 9       |                 |
| Billboard Canadian Albums Chart | Kanada            | 11      |                 |
| UK Albums Chart                 | Wielka Brytania   | 139     |                 |